# H. Craig Severance
Pour les articles homonymes, voir Severance.
H. Craig Severance (1879–1941) est un architecte américain qui construit un grand nombre de buildings célèbre à New York.
Il est le partenaire de William Van Alen et construit avec lui des centres commerciaux à plusieurs étages, ce qui est peu commun à l'époque. Van Alen et lui se brouillent en 1925 et se séparent. Le building de Severance le plus connu est 40 Wall Street, il a été construit en compétition avec le Chrysler Building de son rival.

## Constructions à New-York
- Le Bâtiment D'Atout, en 1930
- Avenue De 400 Madison, en 1929
- 50 Broadway en 1927
- Banque des États-Unis. en 1926
- Hôtel De Taft, en 1926
- Montague-Court Building, 1927
- 40 Wall Street, 1930
- Nelson Tower, 1931